# Fobia społeczna
Fobia społeczna (nerwica społeczna, zaburzenie lęku społecznego) – zaburzenie lękowe z grupy zaburzeń nerwicowych, często mylone z nadmierną nieśmiałością, w którym chory odczuwa lęk wobec wszystkich lub niektórych sytuacji społecznych. Lęk dotyczący kontaktów z innymi ludźmi powoduje znaczne ograniczenia życiowe u osób z tym zaburzeniem.
Fobia społeczna jest jednym z najczęściej diagnozowanych zaburzeń psychicznych. Przez niektórych naukowców uznawana za chorobę cywilizacyjną.
W populacji ogólnej fobia społeczna występuje u 7–9% społeczeństwa. Jej pierwsze objawy pojawiają się z reguły w okresie dojrzewania, w grupie wiekowej od 17. do 30. roku życia. W ciągu całego życia fobia społeczna pojawia się wśród kobiet i mężczyzn z częstością w stosunku 3:2. Jako przyczyny tego zaburzenia podaje się czynniki genetyczne, psychologiczne, społeczno-kulturowe i neurobiologiczne. Najbardziej typowymi objawami fobii społecznej są uporczywy lęk (obawa przed nienormalnym zachowaniem się wśród ludzi, ośmieszeniem lub kompromitacją), czerwienienie się, drżenie rąk i mięśni, przyspieszone bicie serca, nadpotliwość, duszności. Prowadzi ona zwykle do znacznego wycofania z relacji społecznych.
Fobię społeczną leczy się terapią poznawczo-behawioralną oraz farmakologicznie, głównie lekami przeciwdepresyjnymi.

## Objawy
Fobia społeczna jest zaburzeniem niepsychotycznym.
Człowiek dotknięty tym zaburzeniem może przypominać osobę z cechami nieśmiałości, jednak w wypadku fobii społecznej główną różnicą jest występowanie bardzo silnego unikania sytuacji społecznych oraz cierpienia, spowodowanego wpływem zaburzenia na kontakt z innymi ludźmi. Osoby z fobią społeczną są mało towarzyskie i skryte, uskarżają się na brak tematów do rozmów oraz uważają się za osoby nieatrakcyjne. Niekiedy może występować u nich skłonność do nadużywania alkoholu lub innych substancji psychoaktywnych, które doraźnie zmniejszają odczucie lęku. Osoby dotknięte fobią społeczną bardzo często rezygnują z życia towarzyskiego, a niekiedy ograniczają też wyjścia z domu do niezbędnego minimum, ponieważ poza najbliższymi krewnymi i znajomymi kontakty z innymi ludźmi wywołują u nich lęk. Ze względu na trudności w kontaktach międzyludzkich osoby takie mogą prędzej szukać kontaktu z innymi ludźmi poprzez Internet. Niektórzy chorzy z fobią społeczną są w stanie zapanować nad swymi objawami i tłumią lęk w sobie, na zewnątrz sprawiając tylko wrażenie introwertyków, ludzi spokojnych i opanowanych.
Rzadziej manifestują radość i swobodne zachowanie, bardziej typowa jest ich powaga i nadmierne kontrolowanie mimiki i zachowania.
Osoby cierpiące na fobię społeczną:
- unikają wystąpień publicznych
- unikają jedzenia i picia w miejscach publicznych
- nie odzywają się w obecności innych
- unikają rozmów, zwłaszcza z osobami, które są dla nich autorytetem
- nie mogą pracować, gdy ktoś na nie patrzy
- prowadzą najczęściej samotniczy tryb życia

Wiele codziennych spraw (załatwienie czegokolwiek w urzędzie czy banku, wizyta u lekarza, zakupy w sklepie innym niż samoobsługowy, umówienie się z kimś) jest dla osób cierpiących na fobię społeczną prawdziwą torturą.
W momencie, gdy człowiek dotknięty tym zaburzeniem jest narażony na ekspozycję społeczną, mogą u niego wystąpić następujące objawy somatyczne:
- czerwienienie się,
- przyspieszenie bicia serca, kołatanie serca,
- drżenie rąk i mięśni (np. łydek),
- nadmierna potliwość,
- duszność,
- nudności,
- szumienie w uszach,
- zaburzenia mowy (np. drżenie głosu),
- u niektórych osób: łzawienie,
- zawroty głowy.

Objawy te mogą narastać nawet do rozmiarów lęku panicznego, jeśli chory nie wycofa się z sytuacji w porę. Obawa przed tym często powoduje niezrozumiałe dla innych zachowania, które z zewnątrz mogą wyglądać jak tchórzostwo.
Bardzo często osoby cierpiące na fobię społeczną, występowanie objawów somatycznych określają jako swój główny problem w tym zaburzeniu.

### Fobia społeczna a nieśmiałość
Fobia społeczna ze względu na niektóre ze swoich objawów może być mylona z nieśmiałością; nie jest z nią jednak związana w sposób ścisły. W jednym z badań wykazano, że na fobię społeczną cierpi około 49% osób nieśmiałych w znaczącym stopniu i 18% osób z nieśmiałością w granicach normy.

## Historia
Najstarsze zachowane wzmianki dotyczące nadmiernego lęku przed ludźmi pochodzą z IV wieku p.n.e. Hipokrates opisał przypadek człowieka, który:

Nie spotykał się poza murami domu, kochał życie w ciemności, nie znosił światła [...] nie zbliżał się do innych z obawy przed złym potraktowaniem, upokorzeniem, ze strachu, że zrobi lub powie coś głupiego, lub że się rozchoruje. Miał wrażenie, że każdy mu się przygląda.

Badaniem fizjologii i społecznych znaczeń rumieńca i wstydu zajmował się jako pierwszy Charles Darwin.
Określenie „fobia społeczna”, jak i jej definicja zostały utworzone przez Isaaca Marksa i Geldera w latach 60. XX wieku, a w latach 80. zaburzenie to zostało uznane za jednostkę diagnostyczną w Stanach Zjednoczonych. Do klasyfikacji ICD-10 fobia społeczna została wpisana w 1992. Przed wprowadzeniem nerwicy społecznej jako jednostki nozologicznej występowanie tego typu lęku określano ogólnie nerwicą lękową.

## Terminologia
Inne określenia stosowane dla fobii społecznej to: socjofobia, nerwica społeczna, fobia socjalna, chorobliwa nieśmiałość, lęk towarzyski oraz lęk społeczny, chociaż to ostatnie określenie bywa czasem stosowane w stosunku do innego zjawiska psychologicznego. Fobia społeczna występuje w dwóch postaciach. Jeśli lęki dotyczą niemal wszystkich sytuacji społecznych, z wyjątkiem sytuacji związanych z najbliższą rodziną czy ścisłym kręgiem przyjaciół, jest to fobia uogólniona. Fobia nieuogólniona występuje natomiast wtedy, gdy lęk dotyczy tylko niektórych sfer i typów aktywności społecznej (np.: publicznych wystąpień).

## Epidemiologia
Fobia społeczna ujawnia się zwykle w okresie dojrzewania – pierwsze objawy pojawiają się pomiędzy 17. a 30. rokiem życia. Choć w tym okresie rozwoju występuje równie często u chłopców, jak i dziewcząt, to w wieku dorosłym zaburzenie to jest dwukrotnie częściej obserwowane u kobiet. Trzy czwarte diagnozowanych przypadków stanowią chorzy z fobią uogólnioną.
Przyjmuje się, że na fobię cierpi średnio od 7 do 9 procent społeczeństwa, jednak wyniki badań nie są jednoznaczne i mogą być różne w różnych kulturach. Według Janusza Rybakowskiego fobia ta dotyka od 2% do 3% społeczeństwa w populacji ogólnej. W badaniu przeprowadzonym w Brazylli ustalono, że fobia społeczna występuje u 4,7–7,9% ludzi w tym kraju. Występowanie fobii społecznej w Stanach Zjednoczonych waha się od 2% do 7%, w Australii od 1% do 2,7%. Występowanie tego zaburzenia u dzieci w Wielkiej Brytanii wynosi 0,4% (Anglia) oraz 1,8% (Szkocja). Ze względu na trudności w odróżnieniu fobii społecznej od słabych umiejętności społecznych lub nieśmiałości, w niektórych badaniach rozrzut chorobowości jest znaczny.

## Etiologia
Początkowo występowanie fobii społecznej przypisywano cechom osobowości bądź wyuczonym zachowaniom wynikającym z doświadczeń życiowych oraz relacji dziecka z rodzicami, mającej wpływ na rozwinięcie u niego ufności wobec ludzi. Taki pogląd wyraża m.in. dr Thomas Richards z Social Anxiety Institute.
Jedną z przyczyn wystąpienia fobii społecznej może być odrzucenie przez grupę (np. szkolną) oraz strach przed kompromitacją. Pośrednią przyczyną fobii może być również obniżona samoocena, brak umiejętności autoprezentacyjnych, dysmorfofobia (u 37% osób cierpiących na to zaburzenie występuje fobia społeczna), a w rzadkich wypadkach depresja. Pacjenci z fobią społeczną często doświadczali w przeszłości traumatycznych przeżyć (np.: nadużycia fizyczne, molestowanie seksualne, gwałt, doświadczenia wojenne) i stwierdzano u nich wcześniejsze zaburzenia związane ze stresem.

### Czynniki neurobiologiczne
W latach 80. XX wieku rozpoczęto badania nad czynnikami biologicznymi mogącymi mieć wpływ na wystąpienie fobii społecznej. Według nich ryzyko wystąpienia u dziecka tego zaburzenia znacznie się zwiększa, gdy u jednego z rodziców stwierdzono występowanie fobii społecznej. W 2000 przeprowadzono badania w USA, których wynik sugeruje obniżony potencjał przyłączania się dopaminy do receptorów dopaminergicznych D2 u osób cierpiących na fobię społeczną. Istnieją spekulacje na temat prawdopodobnej, patologicznie niższej aktywności układu dopaminergicznego wobec aktywności układu współczulnego u osób dotkniętych tym zaburzeniem.

### Czynniki genetyczne
W badaniach na bliźniętach jednojajowych wychowanych w różnych rodzinach wykazano, że jeśli u jednego z bliźniąt rozwinie się fobia społeczna, to prawdopodobieństwo wystąpienia tego zaburzenia u drugiego z bliźniąt jest wyższe względem pozostałej populacji o 30–50%. Wpływ dziedziczenia może być w pewnym stopniu nieswoisty; wykazano na przykład, że jeśli jeden rodzic ma zaburzenia lękowe lub depresję, to u dziecka podwyższone jest ryzyko wystąpienia zaburzeń lękowych i fobii społecznej.

### Poznawczo-behawioralne modele fobii społecznej
David Clark i A. Wells, próbując odkryć mechanizm funkcjonowania fobii społecznej, stworzyli poznawczo-behawioralny model jej powstawania i utrwalania. Do bezpośrednich przyczyn powstawania lęku zaliczyli:
- błędne wyobrażenie pacjenta o własnym obrazie w oczach innych ludzi,
- ciągły wybór negatywnej interpretacji zaistniałych w życiu zdarzeń, nawet gdy jest możliwość neutralnej lub pozytywnej oceny,
- wybiórczą koncentrację uwagi na domniemanym zagrożeniu,
- przekonanie, że wymagania innych są wyższe niż możliwości pacjenta, wskutek czego niemożliwe jest zdobycie ich aprobaty,
- przypisywanie zbyt dużej mocy sprawczej ocenom innych.

Lęk powstały w ten sposób zostaje utrwalony poprzez:
- koncentrację na obserwacji własnych reakcji somatycznych (rumieńce, jąkanie etc.) i wyciąganiu negatywnych dla siebie wniosków,
- działania zabezpieczające, takie jak unikanie sytuacji społecznych, cenzurowanie swoich wypowiedzi, unikanie kontaktu wzrokowego; uniemożliwia to pacjentowi zmianę opinii o sobie, a jednocześnie może u innych rzeczywiście powodować wrażenie, że osoba z fobią jest nieprzyjazna,
- szczegółową, lecz selektywną i negatywną analizę byłych i spodziewanych sytuacji społecznych.

Większość spostrzeżeń Clarka i Wellsa została potwierdzona eksperymentalnie, co do niektórych niezależne badania naukowe nie dają jednoznacznych wyników. Mimo to powyższy schemat jest powszechnie akceptowany i wykorzystywany przez współczesnych psychologów. Na podobne mechanizmy powstawania i utrwalania fobii społecznej wskazuje model stworzony przez Heimberga i Rapee, w którym w centrum analizy znalazła się, fałszywa u osób chorych, „mentalna reprezentacja własnej osoby”.

## Zaburzenia współistniejące
Fobii społecznej bardzo często towarzyszą inne schorzenia na tle nerwicowym. Polscy psychiatrzy szacują ten odsetek na 65%. Zespół The National Comorbidity Survey (NCS) badając w latach 90. amerykańskie społeczeństwo stwierdził u 80% chorych na fobię społeczną współwystępujące inne zaburzenia psychiczne. Badania prowadzone Stanach Zjednoczonych wskazują na następujące zależności współwystępowania:
- Najczęściej pojawiającym się schorzeniem współistniejącym jest agorafobia – lęk przed przebywaniem na otwartej przestrzeni. Występuje on u 45% cierpiących na fobię społeczną.
- Ponieważ spożywanie alkoholu doraźnie zmniejsza odczucie lęku, chorzy na socjofobię są szczególnie narażeni na uzależnienie. 20% osób cierpiących na socjofobię popada w alkoholizm[25]. Badania wskazują na podwyższone ryzyko samobójstwa u mężczyzn alkoholików, cierpiących jednocześnie na socjofobię. Również środki psychoaktywne mogą dawać chorym chwilowe poczucie odprężenia, ich nadużywanie zaobserwowano u 13 procent badanych.
- Depresja występuje u 20% osób z socjofobią, przy czym kobiety są dużo bardziej niż mężczyźni na nią podatne. Depresja pojawia się (według badań NCS) średnio po 12 latach od zaobserwowania pierwszych objawów fobii[3]. Rzadko depresja jest przyczyną fobii[4].
- Dystymia występuje u 15% osób z socjofobią.
- 12% chorych cierpi na zaburzenia obsesyjno-kompulsyjne.
- 7% doświadcza nagłych napadów paniki[3].

Inne badania wskazują także na częstsze niż w przypadku ludzi zdrowych występowanie zaburzenia afektywnego dwubiegunowego, dysmorfofobii, zaburzeń odżywiania (jadłowstrętu, bulimii), zespołu lęku uogólnionego. Nierzadko osoby dotknięte fobią społeczną wykazują skłonność do prokrastynacji. Z fobią społeczną powiązane jest też występowanie osobowości unikającej, a przez niektórych naukowców osobowość ta traktowana jest jako jedna z form nerwicy społecznej.

## Rozpoznanie
Jeśli fobia pojawia się u pacjenta w młodym wieku, często jest przez niego i otoczenie określana jako „wyjątkowa wstydliwość/nieśmiałość” i jej zdiagnozowanie bywa utrudnione. Tymczasem nieleczona fobia społeczna jest schorzeniem chronicznym i może trwać nawet całe życie.
Według klasyfikacji DSM-IV fobię społeczną rozpoznaje się, gdy:
- występują obawy, że słowa lub działania mogą spowodować upokorzenie bądź zawstydzenie,
- narażenie się na ekspozycję społeczną lub nawet samo myślenie o niej powoduje wystąpienie lęku oraz objawów somatycznych,
- obawy przed upokorzeniem bądź zawstydzeniem są nieuzasadnione lub nadmierne,
- występuje unikanie sytuacji wywołujących lęk oraz odczuwanie silnego stresu podczas narażenia na ekspozycję społeczną,
- odczuwalne jest cierpienie spowodowane unikaniem sytuacji społecznych,
- występują problemy społeczne i zawodowe.

Do określania nasilenia fobii społecznej (w przybliżeniu) może służyć skala lęku społecznego, opracowana przez amerykańskiego specjalistę Michaela Liebowitza. Określa ona szacunkowo poziom lęku odczuwanego przez osobę w określonych sytuacjach społecznych (rodzaje lękotwórczych interakcji społecznych) oraz stopień unikania ich. Skala ta bywa używana w celu oceny skuteczności leczenia.

## Leczenie
W leczeniu stosuje się na ogół kilka rodzajów psychoterapii (głównie poznawczo-behawioralną) oraz leczenie farmakologiczne.

### Leczenie doraźne
W celu doraźnego zmniejszenia lęku stosuje się leki anksjolityczne:
- hydroksyzynę,
- benzodiazepiny – z najsilniej wyrażoną komponentą przeciwlękową,
- nieselektywne leki beta-adrenolityczne (głównie propranolol).

Farmaceutyki te w pełni rozwijają swe działanie zwykle po czasie 1–1,5 godziny od momentu doustnego zażycia, różnią się jednak znacznie okresem półtrwania.

### Leczenie przewlekłe
Obecne standardy leczenia zalecają psychoterapię jako leczenie podstawowe oraz trening umiejętności społecznych.

#### Farmakoterapia
Stosuje się zwykle antydepresanty o dodatkowym działaniu tłumiącym lęk, takie jak:
- inhibitory wychwytu zwrotnego serotoniny (SSRI)
- inhibitory wychwytu zwrotnego serotoniny i noradrenaliny (SNRI)
- inne leki, takie jak:
  - moklobemid (stosowany w wyższych dawkach niż przy leczeniu depresji)
  - sulpiryd lub amisulpryd (w bardzo niskich dawkach, powodujących odhamowanie dopaminergiczne)
  - buspiron (lek będący przede wszystkim silnym agonistą receptora serotoniny 5-HT1A – nie zawsze działa)
  - opipramol (lek będący silnym agonistą receptorów σ1 i σ2 – nie zawsze działa)
  - bupropion, klomipramina, mianseryna lub mirtazapina (ostrożnie)
  - pregabalina

Leki te podaje się zazwyczaj kilka do kilkunastu miesięcy, po czym stopniowo odstawia. Część z nich (m.in. SSRI, takie jak sertralina, czy będący lekiem typu DNRI bupropion) po upływie kilku tygodni łagodzi także bezpośrednie objawy nadpobudliwości układu współczulnego poprzez działanie noradrenergiczne.

#### Psychoterapia
W oparciu o istniejący model fobii została opracowana terapia poznawczo-behawioralna. Składają się na nią: stopniowa konfrontacja z sytuacją wywołującą lęk, desensytyzacja (uczenie się swobodnej reakcji na stresogenną sytuację społeczną), techniki relaksacyjne, restrukturyzacja poznawcza (zmiana przekonań). Jej celem jest rozpoznanie, a następnie weryfikacja i przeformułowanie błędnych myśli i sądów pacjenta oraz zmiana jego zachowań. Kolejne etapy terapii w oparciu o model Clarka i Wellsa przedstawia poniższa tabela:
| Przebieg terapii poznawczo behawioralnej u osób z fobią społeczną                                    | Przebieg terapii poznawczo behawioralnej u osób z fobią społeczną |
| --- | --- |
| Cele                                                                                                 | Metody |
| Rozpoznanie mechanizmów lękowych pacjenta                                                            | Przedstawienie pacjentowi ogólnego mechanizmu powstawania reakcji lękowych (modelu poznawczego), opracowanie indywidualnego modelu dla danego pacjenta |
| Zmiana zachowań zabezpieczających u pacjenta                                                         | Manipulacja elementami modelu poznawczego poprzez eksperymenty behawioralne, np.: stosowanie i celowe porzucanie zachowań zabezpieczających, koncentracja uwagi na sobie lub na otoczeniu, analiza skutków tych zachowań                                                     |
| Zmiana zniekształconych wyobrażeń na temat własnej osoby, odejście od koncentracji pacjenta na sobie | Uzyskanie informacji zwrotnych od innych ludzi (np. przy wykorzystaniu sprzętu audio i wideo), uświadomienie pacjentowi rzeczywistego (negatywnego) wpływu jego zachowań zabezpieczających na opinię o nim, analiza materiałów, próby przezwyciężania niewłaściwych zachowań |
| Modyfikacja przekonań dotyczących negatywnych skutków zachowania się pacjenta                        | „Sprawdzanie środowiska” – eksperymenty behawioralne, polegające na świadomym zachowaniu się pacjenta w taki sposób, aby (według jego dotychczasowych przekonań) sprowokować negatywną ocenę, analiza rezultatów                                                             |
| Zmiana nawyku rozpamiętywania negatywnych wspomnień                                                  | Praca nad modyfikacją negatywnych wspomnień poprzez skierowanie myśli pacjenta na obiektywne zdarzenia, a nie subiektywne odczucia |
| Zakończenie terapii                                                                                  | Przygotowanie pacjenta do samodzielnego radzenia sobie z lękami w przyszłości |

## Skuteczność leczenia

### Efektywność psychoterapii
Najlepiej udokumentowana jest efektywność terapii poznawczo-behawioralnej w leczeniu fobii społecznej. Efekty terapii poznawczo-behawioralnej utrzymują się w czasie (pomiary po 3, 6 i 12 miesiącach). Niektórzy badacze przekonują, że efekty widać nawet po pięciu latach. Meta-analizy badań wykorzystujących randomizację i grupy z placebo wskazują, że jedynie ten typ terapii daje większy efekt w porównaniu do stosowania placebo. Efekt leczniczy udowodniono, przede wszystkim, w wypadku indywidualnej formy terapii – w przypadku formy grupowej dane były mniej jednoznaczne. Prawdopodobnie, w terapii lęku społecznego, szczególnie ważna jest praca poznawcza. Obiecująco przedstawia się możliwość przeprowadzania leczenia poza gabinetem (pacjent korzysta z materiałów bazujących na podejściu poznawczo-behawioralnym). Taka forma jest tańsza i bardziej dostępna dla wielu osób. Podczas leczenia pacjent może być całkowicie samodzielny (brak kontaktu z psychoterapeutą), kontakt może być ograniczony (np. tylko na potrzebę zdawania sprawozdania z postępów poprzez mail) lub psychoterapia może niemal odwzorcowywać przeprowadzaną w gabinecie (wideo-rozmowa). Mimo że samodzielnie przeprowadzana terapia samopomocowa ma szanse być efektywna, to dane wskazują, że kontakt z profesjonalistą zwiększa to prawdopodobieństwo. Potrzebnych jest jednak więcej badań z placebo. Sprawdzano efektywność technik relaksacyjnych i treningu umiejętności społecznych – prawdopodobnie będą okazywać się pomocne. Przeprowadzane są również badania wykazujące przydatność rzeczywistości wirtualnej, którą można wykorzystywać podczas ekspozycji, ale nierozstrzygnięta jest kwestia efektu placebo.
Niejednoznaczne wyniki dają analizy badań nad efektywnością terapii opartych na uważności (ang. mindfulness-based therapies, np. MBSR), które wykorzystują medytację uważności. Wstępne ustalenia wyglądają zadowalająco (badania bez placebo, czasem brak randomizacji), ale wyniki nie zostały potwierdzone dla fobii społecznej. Gdy oceniać ogólną efektywność MBT w leczeniu zaburzeń depresyjnych i lękowych, to efekt nie wygląda na większy od placebo. Jeśli chodzi o inne terapie z tzw. „trzeciej fali” terapii poznawczo-behawioralnych (np. terapia akceptacji i zaangażowania, terapia metapoznawcza, terapia poznawcza oparta na uważności, terapia schematów), to istnieją dowody (o różnej jakości metodologicznej) na ich skuteczność, ale głównie w wypadku innych zaburzeń lękowych.
Nierozstrzygnięta jest kwestia efektywności terapii psychodynamicznej w leczeniu fobii społecznej. W badaniach wykorzystuje się bardziej dyrektywne, często ustrukturyzowane, formy w porównaniu do tradycyjnej terapii: krótkoterminową psychoterapię dynamiczną (ang. brief dynamic therapy), psychodynamiczną terapię wspierającą (ang. dynamic supportive therapy) czy terapię wspierająco-ekspresywną (ang. supportive–expressive therapy). Mimo że wykazuje się efekt leczniczy terapii, to nie wygląda na to, by był większy od placebo.
Meta-analiza badań nad efektywnością nowych metod treningu tendencyjności poznawczej (ang. cognitive bias modification) wykazała małe, ale nieistotne obniżenie poziomu lęku społecznego w próbie klinicznej. Badania cechowały się mieszaną jakością metodologiczną (np. nie wszystkie kontrolowały efekt placebo). W badaniach nad lękiem społecznym wykorzystywano trening tendencyjności uwagi (ang. attention bias modification) lub trening tendencyjności interpretacyjnej (ang. interpretative bias modification). W starszej meta-analizie, autorom udało się wykazać niedużą (aczkolwiek potwierdzoną statystycznie) efektywność treningów tendencyjności. Podobne efekty uzyskano w meta-analizie skupiającej się tylko na treningu tendencyjności uwagi – choć pozytywne skutki interwencji zanikły po kilku miesiącach. Autorzy konkludują, że metoda jest jeszcze zbyt młoda, by rekomendować ją w wypadku fobii społecznej. Podejmowane są próby łączenia treningu uwagi z innymi terapiami np. poznawczo-behawioralną.

### Efektywność farmakoterapii
Ze względu na efektywność i relatywnie małe skutki uboczne, SSRI i SNRI są uważane za leki pierwszego rzutu w przypadku terapii fobii społecznej.
| Metaanaliza | Grupa SSRI i SNRI | Grupa SSRI i SNRI | Grupa SSRI i SNRI | Grupa SSRI i SNRI | Grupa SSRI i SNRI | Grupa SSRI i SNRI | Grupa SSRI i SNRI | Grupa SSRI i SNRI |
| Metaanaliza | citalopram        | escitalopram      | fluoksetyna       | fluwoksamina      | paroksetyna       | sertralina        | wenlafaksyna      | wenlafaksyna      |
| --- | ----------------- | ----------------- | ----------------- | ----------------- | ----------------- | ----------------- | ----------------- | ----------------- |
| de Menezes i in. (2011) | ? (1)             | ✔ (1)             | ✔ (4)             |                   | ✔ (8)             | ✔ (4)             | ✔ (6)             | ✔ (6)             |
| Mayo-Wilson i in. (2014) | ? (2)             | ✔ (2)             | ✔ (3)             | ✔ (5)             | ✔ (12)            | ✔ (3)             | ✔ (5)             | ✔ (5)             |
| Bandelow i in. (2015) |                   | ✔ (2)             | ✔ (3)             | ✔ (6)             | ✔ (8)             | ✔ (3)             | ✔ (5)             | ✔ (5)             |
| |                   |                   |                   |                   |                   |                   |                   |                   |
| Metaanaliza c.d. | Grupa IMAO        | Grupa IMAO        | Benzodiazepiny    | Benzodiazepiny    | Inne              | Inne              | Inne              | Inne              |
| Metaanaliza c.d. | fenelzyna         | moklobemid        | alprazolam        | klonazepam        | dziurawiec        | mirtazapina       | nefazodon         | pregabalina       |
| de Menezes i in. c.d. |                   |                   |                   |                   | – (1)             | ? (1)             | ? (1)             |                   |
| Mayo-Wilson i in. c.d. | ✔ (5)             | ✔ (6)             | ? (1)             | ✔ (4)             |                   | – (1)             |                   | – (3)             |
| Bandelow i in. c.d. | ✔ (6)             | – (5)             | ✔ (1)             | ✔ (2)             |                   |                   |                   | ✔ (2)             |
| - Znak ✔ wskazuje większą efektywność danej substancji od placebo. - Znak – wskazuje na brak różnic w porównaniu do placebo. - Znak ? oznacza słabą jakość danych (spowodowane najczęściej małymi grupami porównawczymi). W nawiasach zapisana jest ilość badań, które były brane pod uwagę w meta-analizie. W wypadku metaanalizy Bandelow i in. (2015) należy zachować ostrożność podczas interpretacji wyników – w analizach uwzględniane były również grupy z zespołem lęku uogólnionego oraz zespołem lęku napadowego. |                   |                   |                   |                   |                   |                   |                   |                   |

### Psychoterapia a leki
Nie ma konsensusu co do kwestii, która forma leczenia jest bardziej skuteczna w wypadku fobii społecznej. Część badaczy wskazuje na większą skuteczność terapii poznawczo-behawioralnej, tym bardziej że efekty lecznicze mogą zwiększać się jeszcze po zakończeniu terapii. Inni wykazują, że choć leki mogą być bardziej skuteczne, to ze względu na skutki uboczne, które mogą zniechęcić do leczenia, w praktyce efektywność obu metod jest podobna. Istnieją też dane, które nie wykazują statystycznie istotnych różnic między metodami. Istniały także obawy, że łączenie obu form może zwiększać ryzyko nawrotów objawów zaburzenia, ale nie zostały potwierdzone. Wykazuje się, że łączenie psychoterapii i farmakoterapii może dawać największe efekty w redukcji symptomów.
Jest nadzieja, że dodatek D-cykloseryny do psychoterapii opartych na ekspozycji zwiększa efektywność leczenia. Dotychczas przeprowadzone meta-analizy uwzględniają wyniki badań nad fobią społeczną, fobią specyficzną i zespołem lęku napadowego łącznie. Rezultaty są dość niejednoznaczne (prawdopodobnie mały efekt).

### Podsumowanie
Za najbardziej efektywne metody leczenia fobii społecznej uznaje się psychoterapię poznawczo-behawioralną oraz leki z grup SSRI i SNRI. Efektywność metod została wielokrotnie wykazana w badaniach z losowym przydziałem pacjentów do grup i zachowaną kontrolą efektu placebo.